# دانيال جوميز الكون
دانيال جوميز الكون (16 مارس 1979 في فرنسا - ) (بالفرنسية: Daniel Gomez)‏ هو لاعب كرة قدم فرنسي في مركز الهجوم. لعب مع ألمانيا آخن وإف91 دوديلانج وإنيرجي كوتبوس وجينيس إيسش ونادي ميتز ودوكسا كاتوكوبياس ‏ ونادي فيرتون وMVV Maastricht ‏.

## وصلات خارجية
- دانيال جوميز الكون على موقع قاعدة بيانات كرة القدم.إي يو (الإنجليزية)
- دانيال جوميز الكون على موقع بيانات كرة القدم. دي إي (الألمانية)
- دانيال جوميز الكون على موقع Soccerway.com (الإنجليزية)
- دانيال جوميز الكون على موقع عالم كرة القدم.نت (الإنجليزية)